# Rubén Rayos
Rubén Rayos (n. Elche, 21 de junio de 1986), más conocido como Rayo, es un jugador de fútbol profesional español que juega en la demarcación de centrocampista para la Sociedad Deportiva Ejea de la Segunda División RFEF.

## Biografía
Rubén Rayos debutó como futbolista profesional en 2005 con el Elche Ilicitano CF. Tras un año subió al primer equipo, el Elche CF. En cuanto llegó al club fue cedido al Villajoyosa CF durante dos años. Tras finalizar los dos años de cesión, finalmente Rubén fue traspasado al FC Barcelona "B". Además jugó para el Orihuela CF, UE Lleida, Asteras Tripolis FC y finalmente el 6 de junio de 2013 fichó por el Maccabi Haifa FC israelí. En 2015 dejó el club para fichar por el FC Sochaux.

## Clubes
| Club                 | País    | Año         | Partidos | Goles |
| -------------------- | ------- | ----------- | -------- | ----- |
| Elche Ilicitano CF   | España  | 2005 - 2006 | ¿?       | ¿?    |
| Elche CF             | España  | 2006        | ¿?       | ¿?    |
| Villajoyosa CF       | España  | 2006 - 2008 | 62       | 10    |
| FC Barcelona "B"     | España  | 2008 - 2009 | 23       | 0     |
| Orihuela CF          | España  | 2009 - 2010 | 35       | 6     |
| UE Lleida            | España  | 2010 - 2011 | 33       | 19    |
| Asteras Tripolis FC  | Grecia  | 2011 - 2013 | 77       | 18    |
| Maccabi Haifa FC     | Israel  | 2013 - 2015 | 75       | 29    |
| FC Sochaux           | Francia | 2015 - 2016 | 17       | 0     |
| Anorthosis Famagusta | Chipre  | 2016 - 2020 | 123      | 33    |
| Bandırmaspor         | Turquía | 2020 - 2022 | 25       | 7     |
| SD Ejea              | España  | 2022 -      |          |       |